# Mistrzostwa Świata w Kolarstwie Szosowym 1988
61. Mistrzostwa świata w kolarstwie szosowym – zawody kolarskie, które odbyły się  w dniach 27–28 sierpnia 1988 w belgijskim mieście Ronse. Były to dziewiąte zorganizowane w tym kraju mistrzostwa świata w kolarstwie szosowym (poprzednio w: 1930, 1935, 1950, 1957, 1959, 1963, 1969 i 1975). Nikomu nie udało się obronić tytułu mistrza świata. 
Rozegrano tylko wyścig ze startu wspólnego mężczyzn oraz jazdę drużynową na czas kobiet, ponieważ pozostałe konkurencje rozgrywane zazwyczaj na mistrzostwach odbyły się w tym samym roku na igrzyskach olimpijskich w Seulu.
Bardzo nieudany był start reprezentantów Polski, bowiem nie tylko nie zdobyli oni żadnego medalu, ale nikomu nie udało się zająć miejsca w pierwszej dziesiątce. Najlepszym osiągnięciem było zajęcie 39. miejsca przez Czesława Langa w wyścigu ze startu wspólnego.

## Kalendarium zawodów
| Kalendarz MŚ w Kolarstwie Szosowym 1988 |       |       |      |      |      |
| Konkurencja (dystans)                   | Data  | Data  | Data | Data | Data |
| Konkurencja (dystans)                   | 27.08 | 28.08 |      |      |      |
| Mężczyźni                               |       |       |      |      |      |
| Wyścig ze startu wspólnego (274 km)     |       |       |      |      |      |
| Kobiety                                 |       |       |      |      |      |
| Jazda drużynowa na czas (54 km)         |       |       |      |      |      |

## Lista uczestniczących reprezentacji
W mistrzostwach świata w kolarstwie szosowym brało udział 230 osób (52 kobiet i 178 mężczyzn) z 27 reprezentacji. Najliczniejsze reprezentacje wystawiły: Dania (16 osób), Francja (16), Holandia (16), Stany Zjednoczone (16), Wielka Brytania (16) i Włochy (16). 
| Lp. | Reprezentacja  | (Kobiety / Mężczyźni) – Łącznie |
| 1.  | Australia      | (0 / 12) – 12                   |
| 2.  | Austria        | (0 / 6) – 6                     |
| 3.  | Belgia         | (4 / 11) – 15                   |
| 4.  | Czechosłowacja | (4 / 2) – 6                     |
| 5.  | Dania          | (4 / 12) – 16                   |
| 6.  | Finlandia      | (0 / 1) – 1                     |
| 7.  | Francja        | (4 / 12) – 16                   |
| 8.  | Hiszpania      | (0 / 12) – 12                   |
| 9.  | Holandia       | (4 / 12) – 16                   |
| 10. | Irlandia       | (0 / 4) – 4                     |

| Lp. | Reprezentacja | (Kobiety / Mężczyźni) – Łącznie |
| 11. | Japonia       | (0 / 4) – 4                     |
| 12. | Kanada        | (4 / 2) – 6                     |
| 13. | Kolumbia      | (0 / 12) – 12                   |
| 14. | Luksemburg    | (0 / 1) – 1                     |
| 15. | Meksyk        | (0 / 1) – 1                     |
| 16. | Norwegia      | (4 / 5) – 9                     |
| 17. | Nowa Zelandia | (0 / 2) – 2                     |
| 18. | Polska        | (0 / 2) – 2                     |
| 19. | Portugalia    | (0 / 5) – 5                     |
| 20. | RFN           | (4 / 8) – 12                    |

| Lp.   | Reprezentacja     | (Kobiety / Mężczyźni) – Łącznie |
| 21.   | San Marino        | (0 / 2) – 2                     |
| 22.   | Stany Zjednoczone | (4 / 12) – 16                   |
| 23.   | Szwajcaria        | (0 / 12) – 12                   |
| 24.   | Szwecja           | (4 / 1) – 5                     |
| 25.   | Wielka Brytania   | (4 / 12) – 16                   |
| 26.   | Włochy            | (4 / 12) – 16                   |
| 27.   | ZSRR              | (4 / 0) – 4                     |
| Razem | Razem             | (52 / 178) – 230                |

### Reprezentacja Polski
Do mistrzostw świata Polski Związek Kolarski zgłosił tylko 2 zawodników do wyścigu ze startu wspólnego. 
| Reprezentacja Polski na MŚ w Kolarstwie Szosowym 1988 |               |           |               |
| Lp.                                                   | Zawodnik      | Grupa     | Konkurencja   |
| Mężczyźni                                             |               |           |               |
| 1.                                                    | Czesław Lang  | Del Tongo | start wspólny |
| 2.                                                    | Lech Piasecki | Del Tongo | start wspólny |

## Obrońcy tytułów
| Mężczyźni                  |               |             |
| Konkurencja                | Mistrz świata | Uwagi       |
| Elita                      |               |             |
| Wyścig ze startu wspólnego | Stephen Roche | 75. miejsce |

| Kobiety                 |         |         |
| Konkurencja             | Drużyna | Uwagi   |
| Elita                   |         |         |
| Jazda drużynowa na czas | ZSRR    | miejsce |

## Medaliści
| Konkurencja dystans – (data) (liczba startujących)                           | Złoto:                                                              | Czas (prędkość)       | Srebro:                                                                  | Czas   | Brąz:                                                                    | Czas   |
| Mężczyźni                                                                    |                                                                     |                       |                                                                          |        |                                                                          |        |
| Elita                                                                        |                                                                     |                       |                                                                          |        |                                                                          |        |
| Wyścig ze startu wspólnego 274 km – (28 sierpnia) (178 zaw. z 26 rep.)       | Maurizio Fondriest                                                  | 7:02:11 (38,940 km/h) | Martial Gayant                                                           | + 0:27 | Juan Fernández                                                           | + 0:41 |
| Kobiety                                                                      |                                                                     |                       |                                                                          |        |                                                                          |        |
| Jazda drużynowa na czas 54 km – (27 sierpnia) (13 druż. – 52 zaw. z 13 rep.) | Włochy Monica Bandini Roberta Bonanomi Maria Canins Francesca Galli | 1:19:03 (40,986 km/h) | ZSRR Ałła Jakowlewa Nadieżda Kibardina Swietłana Rożkowa Laima Zilporite | + 0:40 | Stany Zjednoczone Jeanne Golay Phyllis Hines Jane Marshall Leslie Schenk | + 1:35 |

## Szczegóły
| Miejsce | Zawodnik           | Narodowość        | Czas    |
| złoto   | Maurizio Fondriest | Włochy            | 7:02:11 |
| srebro  | Martial Gayant     | Francja           | + 0:27  |
| brąz    | Juan Fernández     | Hiszpania         | + 0:41  |
| 4       | Hartmut Bölts      | RFN               | + 0:41  |
| 5       | Mauro Gianetti     | Szwajcaria        | + 0:41  |
| 6       | Ronan Pensec       | Francja           | + 0:41  |
| 7       | Davide Cassani     | Włochy            | + 0:41  |
| 8       | Laurent Fignon     | Francja           | + 0:41  |
| 9       | Janus Kuum         | Norwegia          | + 0:46  |
| 10      | Alan Peiper        | Stany Zjednoczone | + 0:55  |
|         |                    |                   |         |
| 39      | Czesław Lang       | Polska            | + 1:48  |

| Miejsce | Drużyna           | Zawodniczki                                                            | Czas    |
| złoto   | Włochy            | Monica Bandini Roberta Bonanomi Maria Canins Francesca Galli           | 1:19:03 |
| srebro  | ZSRR              | Ałła Jakowlewa Nadieżda Kibardina Swietłana Rożkowa Laima Zilporite    | + 0:40  |
| brąz    | Stany Zjednoczone | Jeanne Golay Phyllis Hines Jane Marshall Leslie Schenk                 | + 1:35  |
| 4       | RFN               | Ines Varenkamp Sandra Schumacher Jutta Niehaus Viola Paulitz           | + 1:45  |
| 5       | Belgia            | Agnès Dusart Els Mertens Sylvie Slos Kristel Werckx                    | + 3:02  |
| 6       | Kanada            | Kelly Ann Way Alison Sydor Denise Kelly Laura Zilke                    | + 3:12  |
| 7       | Szwecja           | Helena Normann Paula Westher Christina Vosveld Marie Höljer            | + 4:07  |
| 8       | Holandia          | Heleen Hage Monique Knol Karin Schuitema Cora Westland                 | + 5:14  |
| 9       | Czechosłowacja    | Radka Kynčlová Martina Navrátilová Ildigo Páczová Jarmila Sňahničanová | + 5:16  |
| 10      | Dania             | Hanne Malmberg Hanne Rasmussen Lona Munck Helle Sørensen               | + 5:27  |

## Tabela medalowa
| Tabela medalowa |                   |       |        |      |       |
| Miejsce         | Reprezentacja     | Złoto | Srebro | Brąz | Razem |
| 1               | Włochy            | 2     | 0      | 0    | 2     |
| 2               | Francja           | 0     | 1      | 0    | 1     |
| 2               | ZSRR              | 0     | 1      | 0    | 1     |
| 4               | Hiszpania         | 0     | 0      | 1    | 1     |
| 4               | Stany Zjednoczone | 0     | 0      | 1    | 1     |